# Antonio Lolli
Antonio Lolli (Bergamo, 1725 circa – Palermo, 10 agosto 1802) è stato un violinista e compositore italiano.

## Biografia
La data di nascita di Lolli è tutt'oggi incerta: secondo una registrazione egli risulta essere deceduto all'età di 77 anni, quindi egli potrebbe essere venuto alla luce attorno al 1725. Tuttavia questa ipotetica data è stata assai discussa: un certo Guelli affermò in un suo scritto che egli morì a 75 anni (quindi attorno al 1727), mentre Fétis stabilì il suo ipotetico anno di nascita tra il 1728 e il 1733; la sua biografia scritta nell'Allgemeine musikalische Zeitung del 1799 riporta invece il 1740. Egli discendeva da una famiglia che contava diversi musicisti, anche se non tutti quelli citati da Robert-Aloys Mooser risultano in realtà essere effettivamente imparentati con Antonio Lolli.
Studiò da autodidatta e nel 1758 egli divenne violinista solista presso la corte di Stoccarda, succedendo così al violinista Pasquale Bini, una nomina che apparentemente sarebbe spettata a Padre Martini e a Niccolò Jommelli. L'affermazione di A. Moser che Lolli operò allo corte di Stoccarda a fianco di Bini, Nardini e Ferrari non è propriamente corretta, dato che Domenico Ferrari nel 1754 risulta a Parigi come componente dei Concert Spirituel e in seguito non tornò più nella città sveva e Bini si ritirò nello stesso periodo in cui Lolli giunse presso la corte del duca di Württemberg; l'unico che collaborò effettivamente con Lolli fu Pietro Nardini, il quale fu attivo a Stoccarda dall'ottobre del 1762 al marzo del 1765. Come successore di Bini, Lolli doveva essere sicuramente uno straordinario musicista; infatti il suo salario già qualche anno più tardi, nel 1765, subì un decisivo incremento da 700 a 2000 fiorini. Dal 1759 al 1762 intraprese una corrispondenza con Padre Martini, le di cui quattro lettere (scritte in un tono amichevole) sono conservate presso il Liceo musicale di Bologna.
Nel maggio del 1762 si sposò con la ballerina Nanette Sauveur, cognata del maestro di danza e coreografo Jean-Georges Noverre. Negli anni successivi la corte sveva raggiunse il suo apogeo artistico: al fianco di Lolli, operavano anche la sorella, la cantante soprano Brigida Lolli, la quale nel 1766 entrò in una compagnia teatrale e sposò il ballerino Joseph Anelli, e il fratello più giovane, Gaetano Lolli, violinista viaggiante, che suonò nell'orchestra di corte di Stoccarda dal 1766 al 1772.
Le concessioni di congedi prolungati permisero a Lolli di poter disporre di un gran quantitativo di tempo per i suoi viaggi. La sua prima meta fu Vienna, dove tenne concerti a partire dal 1760 fino al 1763. L'anno seguente la sua fiorente reputazione continuò nel 1764 in varie sue apparizioni a Parigi ai Concert Spirituel (21, 23, 24 aprile, 31 maggio e 21 giugno): ciò gli avvalse il soprannome di Mercure de France. Sempre nella capitale francese vennero pubblicati i suoi primi concerti e altri lavori prodotti in quel periodo. L'ultima sua performance documentata nei Concert Spirituel avvenne il 1º novembre 1766.
Negli anni seguenti Lolli non effettuò altri spostamenti da Stoccarda, questo probabilmente a causa delle altalenanti condizioni in cui versava la corte di Württemberg, dove pressioni politico-economiche forzarono nel 1767 il licenziamento di Noverre (nulla servì nel 1769 l'istanza presentata da Lolli per la riassunzione del maestro di danza) e di diversi musicisti e ballerini per giungere infine all'annullamento del contratto di Jommelli nel 1770. Nonostante Lolli continuasse a partecipare uno stipendio di 2500 fiorini e sua moglie da 2630 fiorini, nel 1769 ebbero non pochi problemi finanziari; costantemente assediato dai creditori, decise quindi di lasciare Stoccarda. In autunno suonò a Francoforte (il 14 e il 24 settembre) e ad Utrecht (il 14 novembre). Nel 1771 fu in Italia, dove incontrò Leopold e Wolfgang Amadeus Mozart e verso la fine del 1773 fu in Germania settentrionale, dove diede concerti ad Amburgo, Lubecca e Stettino. Agli inizi del 1774 si recò per settimane a Johannisberg per far visita al compositore Carl Ditters von Dittersdorf.
Scaduto il contratto il 29 luglio che lo legava alla corte sveva, decise di recarsi in Russia e diventare virtuoso da camera al servizio dell'imperatrice Caterina la Grande per uno stipendio di 4000 rubli. I diversi doveri che lo tennero vincolato alla corte imperiale russa dal 1774 al 1783 non gli impedirono di continuare con i suoi viaggi musicali attraverso l'Europa: tenne concerti in Polonia, in Italia (soprattutto nello Stato della Chiesa), nei Paesi Bassi, in Austria, in Francia, in Inghilterra, in Spagna, in Scandinavia e in Germania, dove visitò per la seconda volta Dittersdorf agli inizi del 1778. Lolli decise di non tornare più Russia, adducendo come scuse alcuni suoi problemi di salute e il clima assai rigido. Nel 1779 lo troviamo per l'ennesima volta ad esibirsi come componente dei Concert Spirituel a Parigi e successivamente in Spagna. Nel 1783 si concluse il suo rapporto di lavoro con la corte imperiale russa, lasciando quindi il posto al suo allievo Giovanni Mane Giornovichi.
Nel 1784 suonò a Stoccolma, ad Amburgo e il 25 settembre a Copenaghen. Successivamente, nei primi di gennaio del 1785, giunse a Londra, dove apparì in alcuni concerti il 18 (il quale doveva tenersi originariamente il 4) e il 23 febbraio e 7 marzo; la sua seconda esibizione fu ascoltata anche dallo storico della musica Charles Burney. Il concerto che doveva tenersi nella capitale francese il 4 giugno 1785 probabilmente non ebbe luogo a causa di una disuputa sui permessi. Fu in seguito nuovamente in Spagna, dove ricevette una tabacchiera con dentro 350 ducati e altri 2000 reali per l'esecuzione di un suo concerto pubblico per due solisti. Nei tardi anni '80 egli risulta aver tenuto alcuni concerti in Italia (documentati sono quelli a San Pier d'Arena (ora Sanpieradarena) il 14 settembre 1788 e a Firenze nel marzo del 1789) e nel 1791 suonò a Berlino, a nuovamente a Copenaghen, Amburgo (rispettivamente 25 maggio e 2 agosto) e a Stettino, sempre assistito dal figlio Filippo (nato a Stoccarda nel 1773) ora affermato violoncellista. Tornato a Londra nel 1792, fu l'anno seguente a Palermo, dove probabilmente apparve in uno dei suoi ultimi concerti pubblici (tra il pubblico era presente anche Giuseppe Bertini). Nel 1794 risultò attivo a Vienna come maestro dei concerti del Re di Napoli, però solo il figlio suonò effettivamente in pubblico. Il 5 marzo 1796 a Napoli ricevette la visita da parte di Andreas Jakob Romberg, il quale accompagnò Lolli al violino. Infine si ritirò completamente dall'attività di musicista e si stabilì definitivamente a Palermo, dove alcuni anni più tardi morì in condizioni di assoluta povertà a causa del gioco d'azzardo.

## Considerazioni sull'artista
Il talento di Lolli trovò maggior espressione nel virtuosismo, non nella composizione. I critici suoi contemporanei furono estremamente duri e negativi nei suoi confronti:
(Carl Friedrich Cramer, Magazin der Musik, 1786)
(Charles Burney)
Simili opinioni l'ebbero anche Christian Friedrich Daniel Schubart e Ernst Ludwig Gerber così come successivamente Wilhelm Joseph von Wasielewski e Luigi Torchi. Tuttavia un meritato apprezzamento lo si può trovare da parte di Stoeving e A. Moser. Lolli, il quale era consapevole della sua debolezza nella teoria musicale nel basso continuo, si lasciava aiutare dai suoi migliori allievi, dopo aver eseguito la parte solistica. Le varie edizioni delle sue sonate dimostrano pur sempre che egli incontrò i favori dei propri ammiratori.
I lavori di Lolli, in particolare le sonate, manifestano un intuitivo ma anche indisciplinato talento. Egli conservò le forme caratteristiche dello stile della scuola di Giuseppe Tartini e Pietro Nardini. I suoi Adagi, biasimati per la loro eccessiva brevità dai critici, non sono meno lunghi di quelli della maggior parte degli altri compositori suoi contemporanei. Nei movimenti allegri domina invece il virtuosismo: essi sono la forza e la debolezza delle sue composizioni; mediante l'impiego della scordatura egli fu in grado d'imporre insolite combinazioni di toni, passaggi in decime e altre doppie corde.

## Composizioni

### Concerti per violino
- 2 concerti, op. 2 (mi magg., do magg.; 1764, Parigi)
- 2 concerti, op. 4 (la magg., si magg.; 1766, Parigi)
- 2 concerti, op. 5 (mi magg., re magg.; 1768, Parigi)
- Concerto settimo (sol magg.; 1775, Parigi)
- Concerto ottavo (re magg.; 1776, Parigi)
- Concerto ottavo (1779, Parigi)
- Altri 4 concerti

### Composizioni da camera
- 6 sonate per violino e basso continuo (1760 ca., Amsterdam)
- 6 sonate per violino e basso continuo (1767 ca., Parigi)
- 6 sonate per violino e basso continuo (1769, Amsterdam)
- 5 sonate e un divertimento per violino e basso continuo (1776, Berlino)
- 6 sonate per 2 violini (1785 ca., Parigi)

### Altri lavori
- L'école du violon en quatuor (1784 ca., Berlino e Amsterdam)
- 36 capricci per violino
- Scherzo per 2 violini (dubbia attribuzione)